# Laholms station
Laholms station är en järnvägsstation strax väster om Laholm i Laholms kommun. Den öppnade den 8 januari 1996 i samband med trafikstarten på en ny sträcka av Västkustbanan. Stationen ligger utanför Laholms tätort, omkring 3 kilometer från centrum.
Stationen har fyra spår, varav två med plattform. Att det är fyra spår beror dels på en princip att snabbtåg inte ska passera plattformar i 250 kilometer i timmen, vilket banan är förberedd för, men även för att snabbtågen lättare ska kunna köra om godståg. Hallandstrafiken har busstrafik mellan stationen och busstationen som ligger 200 meter öster om Stortorget i Laholm.
Tågen som stannar vid stationen består av Pågatågens linje mellan Halmstad och Helsingborg via Ängelholm samt Öresundstågets linje mellan Göteborg och Köpenhamn H via bland annat Malmö.

## Gamla Laholms station
En station öppnade i centrala Laholm den 21 augusti 1885, då Skåne–Hallands Järnväg (SHJ) invigdes. Stationen lades ned den 8 januari 1996, då trafiken överfördes till den nya sträckningen av Västkustbanan, något som kortade banan med 5 kilometer och restiden med omkring 6 minuter.